# وزارة النفط (العراق)
وزارة النفط وهي الوزارة المسؤولة عن جميع النشاطات المتعلقة بالنفط العراقي وترتبط جميع شركات النفط العراقية الحكومية بها بشكل مباشر وتعمل تحت مضلتها.

## الشركات التابعة لها
- شركة نفط العراق
- شركة المشاريع النفطية (SCOP)
- شركة الاستكشافات النفطية (OEC)
- شركة الناقلات النفطية العراقية (IOTC)
- شركة خطوط الانابيب النفطية (opc)
- شركة تسويق النفط (SOMO)
- شركة توزيع المنتجات النفطية (OPDC)
- شركة الحفر العراقية (IDC))
- شركة نفط الشمال (NOC)
- شركة نفط الوسط (MDOC)
- شركة نفط الجنوب (SOC)
- شركة نفط ميسان (MOC)
- شركة غاز الشمال (NGC)
- شركة غاز الجنوب (SGC)
- شركة تعبئة الغاز (GFC))
- شركة مصافي الشمال (NRC)
- شركة مصافي الوسط (MRC))
- شركة مصافي الجنوب (SRC)
- الشركة العامة لتعبئة وخدمات الغاز
- شركة المعدات الهندسية الثقيلة (HESSCO)
- مركز البحث و التطوير النفطي (PRDC)
- معهد تدريب النفطي بغداد
- معهد تدريب النفطي البصرة
- معهد تدريب النفطي كركوك
- معهد تدريب النفطي بيجي

## وصلات خارجية
- الموقع الرسمي